# Almelund
Landa är en bebyggelse strax väster om Vårgårda i Vårgårda kommun. Från 2023 avgränsar SCB här en småort.